# Lindisfarna
Lindisfarna (łac. Dioecesis Lindisfarnensis, ang. Diocese of Lindisfarne) – stolica historycznej diecezji w Anglii, erygowanej w roku 634, a zlikwidowanej między rokiem 875 a 882. Współcześnie miejscowość Lindisfarne w hrabstwie Northumberland. Obecnie katolickie biskupstwo tytularne.

## Biskupi tytularni
| Lp. | Biskup           | Funkcja                                          | Od                | Do               |
| --- | ---------------- | ------------------------------------------------ | ----------------- | ---------------- |
| 1   | Victor Guazzelli | biskup pomocniczy Westminsteru (Wielka Brytania) | 24 kwietnia 1970  | 1 czerwca 2004   |
| 2   | John Arnold      | biskup pomocniczy Westminsteru (Wielka Brytania) | 6 grudnia 2005    | 30 września 2014 |
| 3   | John Wilson      | biskup pomocniczy Westminsteru (Wielka Brytania) | 24 listopada 2015 | 10 czerwca 2019  |
| 4   | Michael Crotty   | nuncjusz apostolski                              | 1 lutego 2020     |                  |